# NHL Heritage Classic 2023

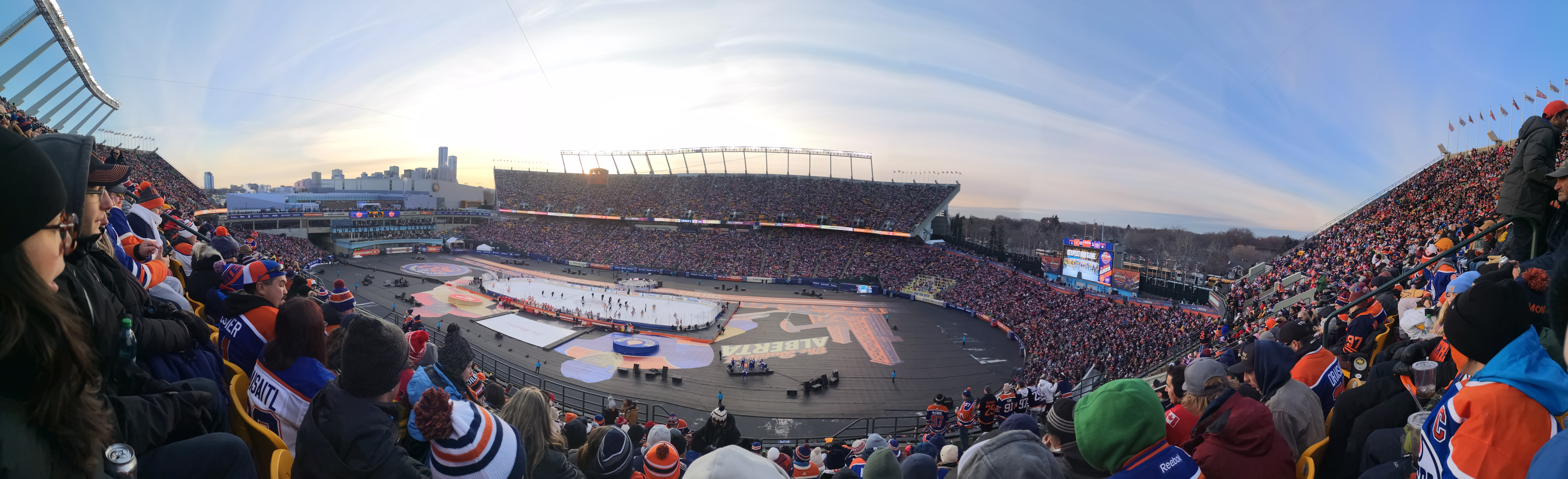
Panoramabild över eventet NHL Heritage Classic 2023 på Commonwealth Stadium.

Tim Hortons NHL Heritage Classic 2023 var ett sportarrangemang i den nordamerikanska ishockeyligan National Hockey League (NHL) där en grundspelsmatch spelades utomhus mellan Edmonton Oilers och Calgary Flames på Commonwealth Stadium i Edmonton, Alberta i Kanada den 29 oktober 2023. Det var nästan 20 år sedan NHL anordnade ishockeyligans första utomhusmatch, vilket var NHL Heritage Classic 2003 som spelades mellan Edmonton Oilers och Montreal Canadiens på just Commonwealth Stadium.

## Matchen

### Laguppställningarna
| Vänsterforwards    | Centrar                 | Högerforwards      |
| ------------------ | ----------------------- | ------------------ |
| Leon Draisaitl (A) | Connor McDavid (C)      | Warren Foegele     |
| Evander Kane       | Ryan Nugent-Hopkins (A) | Zach Hyman         |
| Dylan Holloway     | Ryan McLeod             | Connor Brown       |
| Adam Erne          | Derek Ryan              |                    |
| Backar             |                         | Backar             |
| Darnell Nurse      |                         | Cody Ceci          |
| Mattias Ekholm     |                         | Philip Broberg     |
| Brett Kulak        |                         | Evan Bouchard      |
|                    |                         | Vincent Desharnais |
|                    | Målvakter               |                    |
|                    | Stuart Skinner          |                    |
|                    | Jack Campbell           |                    |
|                    | Tränare                 |                    |
|                    | Jay Woodcroft           |                    |

| Vänsterforwards        | Centrar             | Högerforwards         |
| ---------------------- | ------------------- | --------------------- |
| Jonathan Huberdeau (A) | Nazem Kadri         | Matt Coronato         |
| Dryden Hunt            | Elias Lindholm      | Dillon Dubé           |
| Andrew Mangiapane      | Mikael Backlund (C) | Blake Coleman         |
| A.J. Greer             | Jahor Sjaranhovitj  | Walker Duehr          |
| Backar                 |                     | Backar                |
| Noah Hanifin           |                     | MacKenzie Weegar      |
| Illja Salaŭjoŭ         |                     | Christopher Tanev (A) |
| Nikita Zadorov         |                     | Dennis Gilbert        |
|                        | Målvakter           |                       |
|                        | Jacob Markström     |                       |
|                        | Daniel Vladař       |                       |
|                        | Tränare             |                       |
|                        | Ryan Huska          |                       |

### Resultatet
| 0129 | 29 oktober 2023 | Edmonton Oilers | 5 – 2   | Calgary Flames | Commonwealth Stadium                                                                                                 | |
|      |                 | Första perioden: Brett Kulak (04:19) Assists: Kane, Nugent-Hopkins Zach Hyman (09:38) Assist: Draisaitl Evan Bouchard (16:06) Assists: Draisaitl, McDavid Andra perioden: — Tredje perioden: Vincent Desharnais (06:16) Assists: Kane, Hyman Evander Kane (19:13) Assist: Ryan | Rapport | Första perioden: (14:55) (PP) Nazem Kadri Assists: Weegar, Huberdeau Andra perioden: (11:28) (PP) A.J. Greer Assists: Weegar, Markström Tredje perioden: — | Edmonton, Alberta, Kanada Publik: 55 411 Domare: Eric Furlatt, Garrett Rank Linjedomare: Andrew Smith, Travis Toomey | Edmonton, Alberta, Kanada Publik: 55 411 Domare: Eric Furlatt, Garrett Rank Linjedomare: Andrew Smith, Travis Toomey |
|      |                 | |         | | Edmonton, Alberta, Kanada Publik: 55 411 Domare: Eric Furlatt, Garrett Rank Linjedomare: Andrew Smith, Travis Toomey | Edmonton, Alberta, Kanada Publik: 55 411 Domare: Eric Furlatt, Garrett Rank Linjedomare: Andrew Smith, Travis Toomey |
|      |                 | |         | | Edmonton, Alberta, Kanada Publik: 55 411 Domare: Eric Furlatt, Garrett Rank Linjedomare: Andrew Smith, Travis Toomey | Edmonton, Alberta, Kanada Publik: 55 411 Domare: Eric Furlatt, Garrett Rank Linjedomare: Andrew Smith, Travis Toomey |

#### Matchstatistik
|                     | Edmonton Oilers | Calgary Flames |
| ------------------- | --------------- | -------------- |
| Powerplay           | 0/2             | 2/6            |
| Tacklingar          | 30              | 23             |
| Vunna tekningar (%) | 55,6            | 44,4           |
| Blockerade skott    | 15              | 10             |
| Utvisningsminuter   | 12              | 4              |

| Period | Edmonton Oilers | Calgary Flames |
| ------ | --------------- | -------------- |
| Första | 15              | 7              |
| Andra  | 14              | 9              |
| Tredje | 5               | 10             |
| Totalt | 34              | 26             |

#### Utvisningar
| Spelare             | Utvisning       | Utvisningsminuter | Tid             |
| Första perioden     | Första perioden | Första perioden   | Första perioden |
| ------------------- | --------------- | ----------------- | --------------- |
| Evander Kane        | Boarding        | 2:00              | 06:46           |
| Leon Draisaitl      | Broken stick    | 2:00              | 07:25           |
| Ryan Nugent-Hopkins | Holding         | 2:00              | 12:56           |
| Darnell Nurse       | Roughing        | 2:00              | 13:30           |
| Andra perioden      |                 |                   |                 |
| Vincent Desharnais  | Interference    | 2:00              | 09:28           |
| Tredje perioden     |                 |                   |                 |
| Evander Kane        | Tripping        | 2:00              | 12:35           |
| Källa:              |                 |                   |                 |

| Spelare                                            | Utvisning       | Utvisningsminuter | Tid             |
| Första perioden                                    | Första perioden | Första perioden   | Första perioden |
| -------------------------------------------------- | --------------- | ----------------- | --------------- |
| Blake Coleman                                      | Interference    | 2:00              | 17:55           |
| Andra perioden                                     |                 |                   |                 |
| —                                                  | —               | —                 | —               |
| Tredje perioden                                    |                 |                   |                 |
| Dennis Gilbert                                     | Holding         | 2:00              | 07:05           |
| Termer: Förseelser som leder till utvisningsstraff |                 |                   |                 |

### Statistik

#### Edmonton Oilers

##### Utespelare
| Spelare             | Mål | Assists | Poäng | +/− | Utvisningsminuter | Skott | Vunna tekningar (%) | Tacklingar | Tid på isen |
| ------------------- | --- | ------- | ----- | --- | ----------------- | ----- | ------------------- | ---------- | ----------- |
| Evander Kane        | 1   | 2       | 3     | +3  | 4                 | 6     | 0                   | 6          | 20:32       |
| Zach Hyman          | 1   | 1       | 2     | +4  | 0                 | 3     | 0                   | 1          | 18:25       |
| Leon Draisaitl      | 0   | 2       | 2     | +3  | 2                 | 3     | 44                  | 1          | 24:55       |
| Evan Bouchard       | 1   | 0       | 1     | +1  | 0                 | 2     | 0                   | 2          | 19:49       |
| Vincent Desharnais  | 1   | 0       | 1     | +1  | 2                 | 1     | 0                   | 2          | 12:37       |
| Brett Kulak         | 1   | 0       | 1     | +2  | 0                 | 1     | 0                   | 0          | 12:48       |
| Connor McDavid      | 0   | 1       | 1     | +2  | 0                 | 2     | 25                  | 0          | 23:26       |
| Ryan Nugent-Hopkins | 0   | 1       | 1     | +2  | 2                 | 3     | 61,1                | 2          | 22:15       |
| Derek Ryan          | 0   | 1       | 1     | -1  | 0                 | 2     | 75                  | 4          | 13:53       |
| Philip Broberg      | 0   | 0       | 0     | +1  | 0                 | 0     | 0                   | 0          | 07:19       |
| Curtis Brown        | 0   | 0       | 0     | 0   | 0                 | 3     | 0                   | 1          | 15:19       |
| Cody Ceci           | 0   | 0       | 0     | +2  | 0                 | 2     | 0                   | 1          | 22:09       |
| Mattias Ekholm      | 0   | 0       | 0     | +1  | 0                 | 0     | 0                   | 2          | 20:22       |
| Adam Erne           | 0   | 0       | 0     | 0   | 0                 | 1     | 0                   | 3          | 03:34       |
| Warren Foegele      | 0   | 0       | 0     | 0   | 0                 | 3     | 0                   | 2          | 13:49       |
| Dylan Holloway      | 0   | 0       | 0     | 0   | 0                 | 1     | 0                   | 1          | 09:58       |
| Ryan McLeod         | 0   | 0       | 0     | 0   | 0                 | 0     | 85,7                | 2          | 10:20       |
| Darnell Nurse       | 0   | 0       | 0     | +2  | 2                 | 1     | 0                   | 4          | 21:49       |
| Källa:              |     |         |       |     |                   |       |                     |            |             |

##### Målvakt
| Spelare        | Skott mot sig | Räddningar | Insläppta mål | Räddningsprocent | Utvisningsminuter | Tid på isen |
| -------------- | ------------- | ---------- | ------------- | ---------------- | ----------------- | ----------- |
| Stuart Skinner | 26            | 24         | 2             | 0,923            | 0                 | 59:45       |
| Källa:         |               |            |               |                  |                   |             |

#### Calgary Flames

##### Utespelare
| Spelare            | Mål | Assists | Poäng | +/− | Utvisningsminuter | Skott | Vunna tekningar (%) | Tacklingar | Tid på isen |
| ------------------ | --- | ------- | ----- | --- | ----------------- | ----- | ------------------- | ---------- | ----------- |
| MacKenzie Weegar   | 0   | 2       | 2     | –2  | 0                 | 3     | 0                   | 0          | 22:34       |
| A.J. Greer         | 1   | 0       | 1     | –1  | 0                 | 1     | 0                   | 3          | 08:13       |
| Nazem Kadri        | 1   | 0       | 1     | –1  | 0                 | 1     | 28,6                | 0          | 17:09       |
| Jonathan Huberdeau | 0   | 1       | 1     | –1  | 0                 | 2     | 100                 | 0          | 16:01       |
| Mikael Backlund    | 0   | 0       | 0     | –1  | 0                 | 3     | 45,5                | 2          | 20:59       |
| Blake Coleman      | 0   | 0       | 0     | –1  | 2                 | 2     | 0                   | 2          | 12:42       |
| Matt Coronato      | 0   | 0       | 0     | –1  | 0                 | 3     | 0                   | 0          | 17:22       |
| Dillon Dubé        | 0   | 0       | 0     | –3  | 0                 | 0     | 0                   | 0          | 18:10       |
| Walker Duehr       | 0   | 0       | 0     | 0   | 0                 | 0     | 0                   | 2          | 07:48       |
| Dennis Gilbert     | 0   | 0       | 0     | 0   | 2                 | 1     | 0                   | 2          | 12:09       |
| Noah Hanifin       | 0   | 0       | 0     | –1  | 0                 | 1     | 0                   | 2          | 26:11       |
| Dryden Hunt        | 0   | 0       | 0     | –2  | 0                 | 3     | 0                   | 0          | 16:58       |
| Elias Lindholm     | 0   | 0       | 0     | –1  | 0                 | 3     | 63,2                | 1          | 21:47       |
| Andrew Mangiapane  | 0   | 0       | 0     | –3  | 0                 | 1     | 0                   | 3          | 19:50       |
| Illja Salaŭjoŭ     | 0   | 0       | 0     | –3  | 0                 | 0     | 0                   | 2          | 16:36       |
| Jahor Sjaranhovitj | 0   | 0       | 0     | –1  | 0                 | 0     | 14,3                | 2          | 09:23       |
| Christopher Tanev  | 0   | 0       | 0     | –3  | 0                 | 1     | 0                   | 0          | 15:40       |
| Nikita Zadorov     | 0   | 0       | 0     | –1  | 0                 | 1     | 0                   | 2          | 18:25       |
| Källa:             |     |         |       |     |                   |       |                     |            |             |

##### Målvakt
| Spelare         | Skott mot sig | Räddningar | Insläppta mål | Räddningsprocent | Utvisningsminuter | Tid på isen |
| --------------- | ------------- | ---------- | ------------- | ---------------- | ----------------- | ----------- |
| Jacob Markström | 33            | 29         | 4             | 0,879            | 0                 | 58:03       |
| Källa:          |               |            |               |                  |                   |             |